# Takehiro Hayashi
Takehiro Hayashi (født 23. januar 1976) er en tidligere japansk fodboldspiller.
Han har spillet for flere forskellige klubber i sin karriere, herunder Tokushima Vortis.